# Elia I del Maine

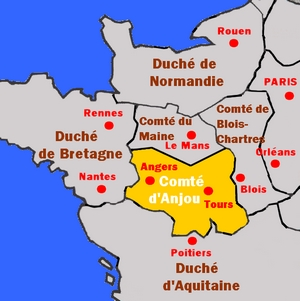
La Francia del Nord-ovest nel 1050

Elia di la Flèche o di Baugency, in francese Élie Ier ou Hélie Ier de la Flèche ou de Baugency (1050 circa – Le Mans, 11 luglio 1110) fu conte del Maine dal 1093 fino alla sua morte. Della casa di Baugency, da parte di madre discendente dalla famiglia degli Ugonidi o seconda casa del Maine.

## Origine
Figlio secondogenito di Giovanni di Baugency ( † 1097), signore di la Flèche, e di Paola del Maine, come riporta nella sua Historia Ecclesiastica, Pars II, Liber IV del monaco e storico medievale, Orderico Vitale (Helias, Johannis et Paulæ filius, Hugonis Cenomannorum consulis consobrinus). Paola era la figlia femmina terzogenita del conte del Maine, Eriberto I detto Evigilans canis (Cane Sveglio) (come risulta dall'Historia Ecclesiastica, Pars III, Liber VIII sempre di Orderico Vitale, in cui, viene detto che la madre di Elia, che non viene nominata, era figlia di Eriberto (filia Herberti)) e della moglie, di cui non si conosce né il nome né la casata.
Giovanni di Baugency, signore di la Flèche era figlio di Lancelin I de Baugency e della moglie, di cui non si conosce né il nome né la casata (Orderico Vitale però, sempre nella Historia Ecclesiastica, Pars III, Liber VIII si contraddice scrivendo che Giovanni di Baugency era figlio di Lancelin I de Baugency e di Paola del Maine, figlia di Eriberto I detto Evigilans canis (Cane Sveglio)).

## Biografia
Elia viene citato, per la prima volta, in un documento, nel 1087, nel documento DCCXLVI del Cartulaire de l'abbaye de Saint-Aubin d'Angers, tome II, quando fa una donazione all'abbazia stessa assieme al padre, Giovanni.
Nel 1087, alla morte di Guglielmo il Conquistatore, i nobili del Maine, guidati da Goffredo di Maienne, per conto del conte titolare, Ugo V, si erano ribellati ai Normanni, scontrandosi con Roberto che finalmente aveva ereditato il ducato di Normandia e, ora che si era liberato della tutela del padre, reclamava la contea del Maine. E quando, nel 1091, Roberto ricevette l'aiuto del fratello, il re Guglielmo II d'Inghilterra, e la situazione per il Maine si fece più delicata, secondo Orderico Vitale, i nobili del Maine inviarono una delegazione, guidata da Goffredo di Mayenne e da Elia, in Lunigiana a perorare la loro causa nella speranza di liberarsi dei Normanni, che da circa trent'anni angariavano la loro contea.
Ma quando Ugo (secondo il Muratori suo padre e suo fratello Folco erano ben contenti di allontanarlo dall'Italia, in quanto prima del 1090 era stato scomunicato da papa Urbano II) si recò finalmente nel Maine per prendere possesso della contea che aveva ereditato dalla madre, per il suo comportamento, non suscitò molto entusiasmo, anzi i nobili si pentirono di averlo chiamato.
Dato che davanti alla mancanza di fiducia dei signori del Maine, che apertamente si lagnavano di averlo eletto conte, suo cugino (consobrinus), Ugo V, aveva espresso il desiderio di tornare in Italia Elia si offrì di succedergli nel titolo; allora, nel 1093 circa (la data è confermata dal documento nº 117 del Cartulaire de l'abbaye de Saint-Vincent du Mans, Liber primus in cui si fa riferimento alla compravendita della contea), Ugo V rinunciò al titolo e lo vendette, per 10.000 solidi (o soldi) del Maine a Elia I.
nel 1097, Elia viene citato, per due volte, nei documenti del Cartulaire de l'abbaye de Saint-Aubin d'Angers, tome II, nel n° DCCXLVIII per una donazione all'abbazia stessa assieme al padre, Giovanni, per la guarigione di quest'ultimo e poi nel n° DCCXLIX, assieme al fratello monaco Gosfrido, per l'anima del padre, dopo la sua morte.
Elia, che, nel 1096, aveva rinunciato a partire per la Terra santa col duca di Normandia, Roberto, per le minacce di Guglielmo II, che era divenuto reggente di Normandia per conto del fratello, Roberto, nel 1097, sostenuto dal conte d'Angiò, Folco IV il Rissoso, dovette tenere testa ai Normanni, fino a che, nel 1098, fu fatto prigioniero e consegnato a Guglielmo II, re d'Inghilterra e reggente della Normandia, che, dopo aver conquistato Le Mans ed aver ottenuto omaggio da Elia, lo rimise in libertà.
Nel 1099, Elia riprese la lotta contro Guglielmo II e riuscì a riconquistare parte della contea, ma solo dopo la morte di Guglielmo II, nel 1100, Elia riuscì, dopo tre anni, a rientrare in possesso della contea del Maine, e non ebbe problemi col duca di Normandia, Roberto, che, nel 1100, era rientrato dalla Terra santa, per succedere al fratello, Guglielmo II, sul regno d'Inghilterra, ma si trovò a dover combattere col fratello minore, Enrico Beauclerc, che si era fatto incoronare nuovo re d'Inghilterra, Enrico I,
Nel 1106, dopo che, Enrico I che, dopo averlo incarcerato, aveva tolto a Roberto il ducato di Normandia, cominciava a insidiare la contea del Maine, spinse Elia ad avvicinarsi sempre più alla casa d'Angiò e fissò il fidanzamento di sua figlia Eremburga con l'erede della contea d'Angiò, prima con Goffredo IV Martello, e dopo la morte di quest'ultimo, in quello stesso 1106, con Folco il Giovane.
Elia I tenne la contea, per altri dieci anni, sino alla sua morte; si.spense, nel 1110, secondo gli Annales Sancti Albini Andegavensis, l'11 luglio e fu inumato nella chiesa di Saint-Pierre de la Couture, a le Mans; la figlia Eremburga gli successe e subito dopo sposò il conte d'Angiò, Folco V il Giovane.

## Matrimoni e discendenza
Elia I aveva sposato Matilde, signora di Château-du-Loir, figlia di Gervaso, signore di Château-du-Loir e, da cui ebbe una sola figlia:
- Eremburga (ca. 1096 - † 1126), che sposò il conte d'Angiò, Folco il Giovane, riunendo definitivamente il Maine all'Angiò.

Rimasto vedovo, nel 1099, Elia I, nello stesso anno, sposò, con grande fasto, Agnese d'Aquitania ( † 1110), figlia del duca Guglielmo VIII di Aquitania e della sua seconda moglie, Matilde (o Marta) figlia del conte Adalberto II de La Marche. Agnese era divorziata da re di Castiglia, Alfonso VI.
Secondo lo storico Szabolcs de Vajay, Orderico Vitale confuse la prima moglie di Alfonso VI, Agnese, con la quinta moglie, la sorellastra di Agnese, Beatrice d'Aquitania, figlia del duca Guglielmo VIII di Aquitania e della sua terza moglie, Hildegarda di Borgogna (1050-1104), figlia del duca di Borgogna Roberto I, Duca di Borgogna (1011-1076).
Elia da Agnese (o Beatrice) non ebbe figli.

### Fonti primarie
- (LA)  Orderici Vitalis, Historia Ecclesiastica, tomus II.
- (LA)  Orderici Vitalis, Historia Ecclesiastica, tomus unicus.
- (LA)  Cartulaire de l'abbaye de Saint-Vincent du Mans, Liber primus.
- (LA)  Recueil d´annales Angelines et vendômoises.
- (LA)  Cartulaire de l'abbaye de Saint-Aubin d'Angers, Tome I.

### Letteratura storiografica
- Muratori L. A. Delle Antichità Estensi ed Italiane, Parte I.
- Louis Halphen, "La Francia dell'XI secolo", cap. XXIV, vol. II (L'espansione islamica e la nascita dell'Europa feudale) della Storia del Mondo Medievale, 1999, pp. 770–806.
- William John Corbett, "L'evoluzione del ducato di Normandia e la conquista normanna dell'Inghilterra", cap. I, vol. VI (Declino dell'impero e del papato e sviluppo degli stati nazionali) della Storia del Mondo Medievale, 1999, pp. 5–55.
- William John Corbett, "Inghilterra, 1087-1154", cap. II, vol. VI (Declino dell'impero e del papato e sviluppo degli stati nazionali) della Storia del Mondo Medievale, 1999, pp. 56–98.